# 1,2,2,3,3,4-hexaclorobutano
El 1,2,2,3,3,4-hexaclorobutano es un compuesto orgánico de fórmula molecular C4H4Cl6. Es un haloalcano lineal de cuatro carbonos con seis átomos de cloro: uno en cada uno de los carbonos terminales y dos en cada uno de los carbonos secundarios.

## Propiedades físicas y químicas
El 1,2,2,3,3,4-hexaclorobutano es un sólido incoloro con una densidad aproximada ρ = 1,62 g/cm³, un 60% mayor que la del agua.
Tiene su punto de ebullición a 261 °C —valor estimado— y su punto de fusión a 105 °C.
El valor del logaritmo de su coeficiente de reparto, logP = 3,81, indica que es más soluble en disolventes apolares que en disolventes polares.
En agua es prácticamente insoluble.

## Síntesis
El 1,2,2,3,3,4-hexaclorobutano se sintetiza agregando lentamente cloro (Cl2) a 2,3-dicloro-1,3-butadieno en tetraclorometano, en presencia de cloruro de antimonio (III). La reacción se lleva a cabo a temperatura ambiente durante 2 - 4 horas y el 1,2,2,3,3,4-hexaclorobutano se obtiene como un sólido incoloro tras la eliminación del tetraclorometano. En vez de cloruro de antimonio (III) se puede emplear cloruro de estaño (IV).
Una variante en la producción de 1,2,2,3,3,4-hexaclorobutano implica pasar cloro a través de 2,3-dicloro-1,3-butadieno sin disolver, a una temperatura de aproximadamente 10 °C, hasta que se haya agregado un equivalente molecular del mismo. Posteriormente se pasa cloro adicional a una temperatura más alta, pero por debajo de la temperatura de reflujo, hasta que se haya agregado un segundo equivalente molecular. En este caso no se emplea catalizador.
Por otra parte, la cloración del 1,4-dicloro-2-butino también permite obtener 1,2,2,3,3,4-hexaclorobutano con rendimiento cuantitativo.

## Usos
El 1,2,2,3,3,4-hexaclorobutano es intermediario en la síntesis de Z-1,1,1,4,4,4-hexafluoro-2-buteno. Agregando una disolución acuosa de hidróxido de sodio a 1,2,2,3,3,4-hexaclorobutano en presencia de cloruro de tetrabutilamonio se obtiene 1,2,3,4-tetracloro-1,3-butadieno, el cual, después de distintas etapas es convertido en el producto deseado.
En esta línea, la fluoración con fluoruro de hidrógeno líquido del 1,2,2,3,3,4-hexaclorobutano sirve para preparar 2,3-difluoro-1,3-butadieno. Este compuesto se puede polimerizar, solo o junto a otros compuestos insaturados.